# 데이곤
《데이곤》(스페인어: Dagon: la secta del mar, 영어: Dagon)은 스페인에서 제작된 스튜어트 고든 감독의 2001년 공포 영화이다. 에즈라 고든, 프란시스코 라발, 마카레나 고메스 등이 출연하였고, 브라이언 유즈나 등이 제작에 참여하였다. H. P. 러브크래프트의 단편 소설 "Dagon"(1919)과 중편 소설 "The Shadow over Innsmouth"(1931)에 느슨하게 기초하였다. 배경이 미국에서 스페인으로 교체되면서 원작 주요 무대인 매사추세츠주 가상 마을 인즈머스(Innsmouth)가 가상 마을 임보카(Imboca)로 대체되었다.

## 줄거리
미국인 폴은 애인 바버라, 친구 하워드, 비키와 스페인 어촌 임보카를 찾는다.
이곳은 사실 가톨릭교회 대신 다곤이라는 괴물을 섬기면서 대를 이어줄 여성들을 바치고, 인신 공양 제의를 대가로 풍어와 금을 얻어 부를 축적해온 곳이었다. 마을에서 유일하게 100% 인간 피를 지닌 노인 에세키엘은 폴 일행을 도우려고 하지만 실패한다.
하워드는 무두질 공장에서 산 채로 얼굴 피부가 벗겨지고, 강간으로 임신한 비키는 자살하며, 여자친구 바버라는 자신도 죽여달라고 애원하지만 다곤은 바버라를 새 배우자로 선언하며 권양기 사슬에 매여있던 바버라의 몸을 억지로 떼어 낸다. 바버라는 팔이 뜯어지면서 바다 밑으로 끌려간다.
폴은 흉측한 괴물 형상을 한 임보카인 아버지 사비에르를 만난다. 다곤과 인간의 혼혈인 사비에르는 젊은 시절 마을 바깥에서 폴의 인간 어머니를 데려왔고, 어머니는 폴을 임신한 채로 이 마을에서 도망쳤다. 한편 폴이 늘 꿈에서 보던 인어는 이복 여동생인 여사제 욱시아였다. 욱시아는 이제 폴이 돌아왔으니 둘이 짝을 맺어 이 마을에서 영원히 살아가야 한다고 말한다. 폴은 몸에 등유를 끼얹어 자살을 시도하지만 욱시아가 그를 바닷물 속에 빠뜨려 불을 끄고 폴의 몸에선 아가미가 돋아난다.
운명을 받아들인 폴은 욱시아를 따라 다곤의 해저 은신처로 향한다.

## 출연
- 에즈라 고든 - 폴 마시 / 파블로 캄바로 역
- 프란시스코 라발 - 에세키엘 역
- 라켈 메로뇨 - 바버라 역
- 마카레나 고메스 - 욱시아 캄바로 역
- 브렌던 프라이스 - 하워드 역
- 비르지트 보파루 - 비키 역
- 욱시아 블랑코 - 에세키엘의 어머니 역
- 호안 밍게 - 사비에르 캄바로 역

## 기타 제작진
- 총괄 제작: 훌리오 페르난데스
- 미술: 루렌스 미쿨